# Farbperspektive

Farbperspektive: Rot erscheint näher als Blau. Das Beispiel ist die Kantonsfahne des Kanton Tessin (Schweiz).

Die Farbperspektive (auch Farbenperspektive, Entfernungskontrast) besagt, dass Farben eine unterschiedliche Tiefenwirkung besitzen. Rot- und gelbhaltige (warme) Farben treten in den Vordergrund und blau- und türkishaltige (kalte) in den Hintergrund. Zum einen bezieht sich die Farbperspektive auf die Alltagserfahrung, wie wir unsere Umwelt wahrnehmen. Zum anderen kennzeichnet sie die Erscheinung, dass Farben auf zweidimensionalen Bildern (Malerei und Fotografie) unterschiedliche räumliche Entfernungen suggerieren. Die Erscheinung ist teils durch die Physik und Physiologie des menschlichen Auges, teils psychologisch bedingt.

## Erklärung

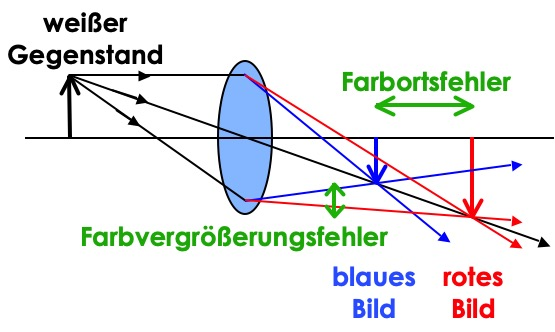
Farbvergrößerungsfehler (übertrieben gezeichnet)

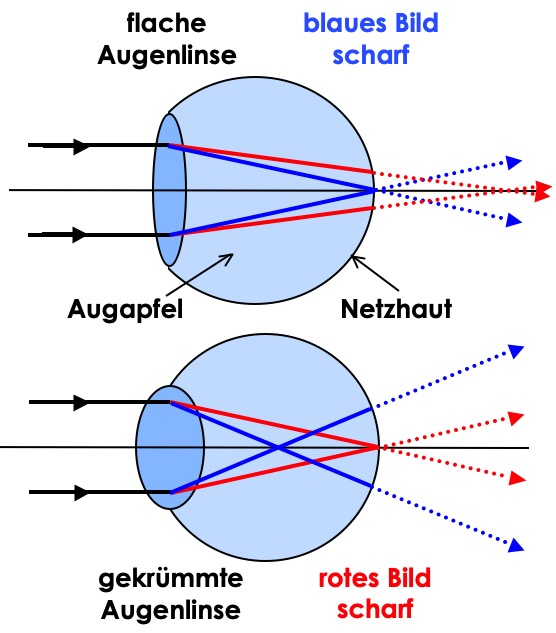
Farbortsfehler (übertrieben gezeichnet)

Für die Tatsache, dass Rot näher erscheint als Blau, gibt es im Wesentlichen zwei physikalisch-physiologische Erklärungen, die mehr oder weniger zusammenwirken.
1. Die kurzwelligen, blauen Strahlen werden durch die Augenlinse stärker gebrochen als die langwelligen, roten Strahlen (Dispersion). Das bedeutet, dass die nach dem Durchqueren der Linse aus der Linse austretenden Lichtstrahlen ähnlich wie nach dem Durchtritt durch ein Prisma ihrer Frequenz bzw. Wellenlänge entsprechend verteilt sind. Wenn die Lichtstrahlen von einer farbigen Fläche ausgehen, liegen infolge der verschiedenen Brechungswinkel die Schnittpunkte der blauen Strahlen näher an der Linse als die von roten Strahlen (Farbortsfehler). Die Folge ist, dass das auf die Netzhaut projizierte blaue Bild kleiner ist als das rote (Farbvergrößerungsfehler). Aus der Erfahrung, dass kleinere Gegenstände weiter weg liegen (Größenperspektive), erscheint uns der blaue Gegenstand weiter entfernt.[2]
2. Blaue Gegenstände werden näher an der Linse scharf abgebildet und gleich weit entfernte rote Gegenstände weiter weg (Farbortsfehler). Um den roten Gegenstand scharf zu stellen, formt sich durch Akkommodation die Linse etwas stärker konvex. Die Anstrengung des Ziliarmuskels ist nun teilweise ein Maß dafür, wie nahe ein Gegenstand ist. Je größer die Anstrengung, umso näher erscheint er uns.[3] So erscheint uns der rote Gegenstand näher.

## Verwendung in der Malerei
Die Farbperspektive bewirkt die räumliche Tiefenwirkung von Farben auf einer Fläche. Hieraus ergibt sich die Möglichkeit, Räumlichkeit vorzutäuschen.
1. In einer Landschaftsmalerei kann die Tiefenwirkung verstärkt werden. Gelb, Orange und Rot werden vermehrt als Vordergrundfarben und Grün, Blau und Violett häufiger als Hintergrundfarben verwendet. In Claude Monets Bild Mohnfeld bei Giverny beispielsweise intensivieren das rote Mohnfeld und der Himmel, der Berg und die Bäume in Blautönen die klare Tiefen-Staffelung der Bildebenen.
2. Die koloristische Modellierung von Gegenständen bedient sich der Farbperspektive. Dies gilt etwa für Pierre Auguste Renoirs Porträt der Schauspielerin Jeanne Samary. Er verwendet Rot und Blau, um die Plastizität von Gesicht und Armen zu präzisieren. Damit wird die Lebendigkeit und Präsenz der Schauspielerin betont.
3. Umgekehrt kann die Farbperspektive dazu dienen, den Flächencharakter der Bildebene zu betonen, indem das scheinbar Entfernte durch warme Farben eine Nahwirkung und Nahes durch kalte Farben eine Fernwirkung erhält.[4] Zum Beispiel kehrt Vincent van Gogh in seinem Bild Schuljunge (Camille Roulin, Sohn des Postmanns) die normale Farbperspektive regelrecht um. Der hellblaue Kittel des Jungen tritt hinter den leuchtend rotorangen Hintergrund zurück.

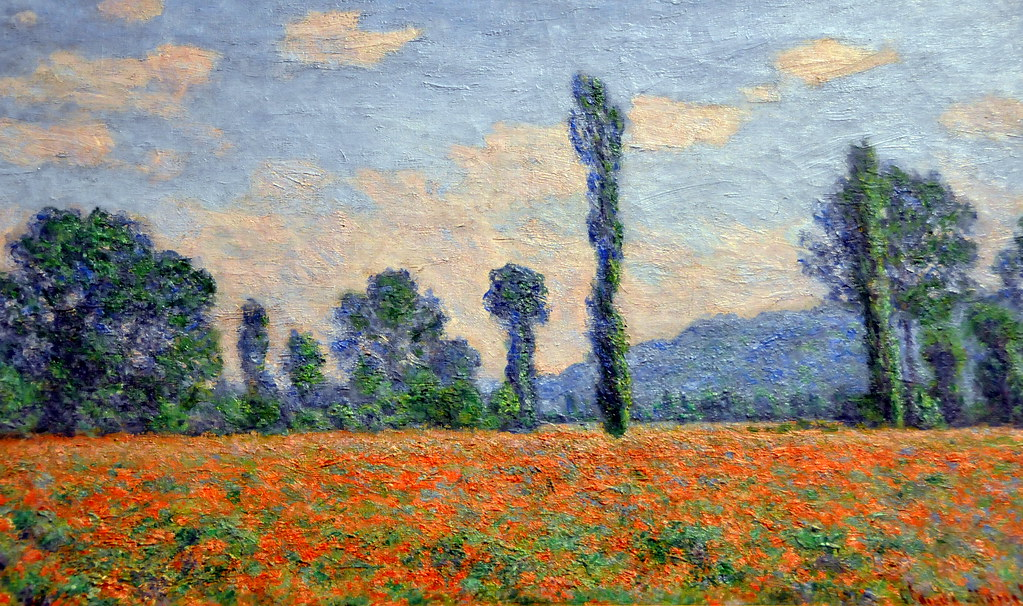
Landschaftsmalerei: Claude Monet: Mohnfeld bei Giverny, Juli 1890
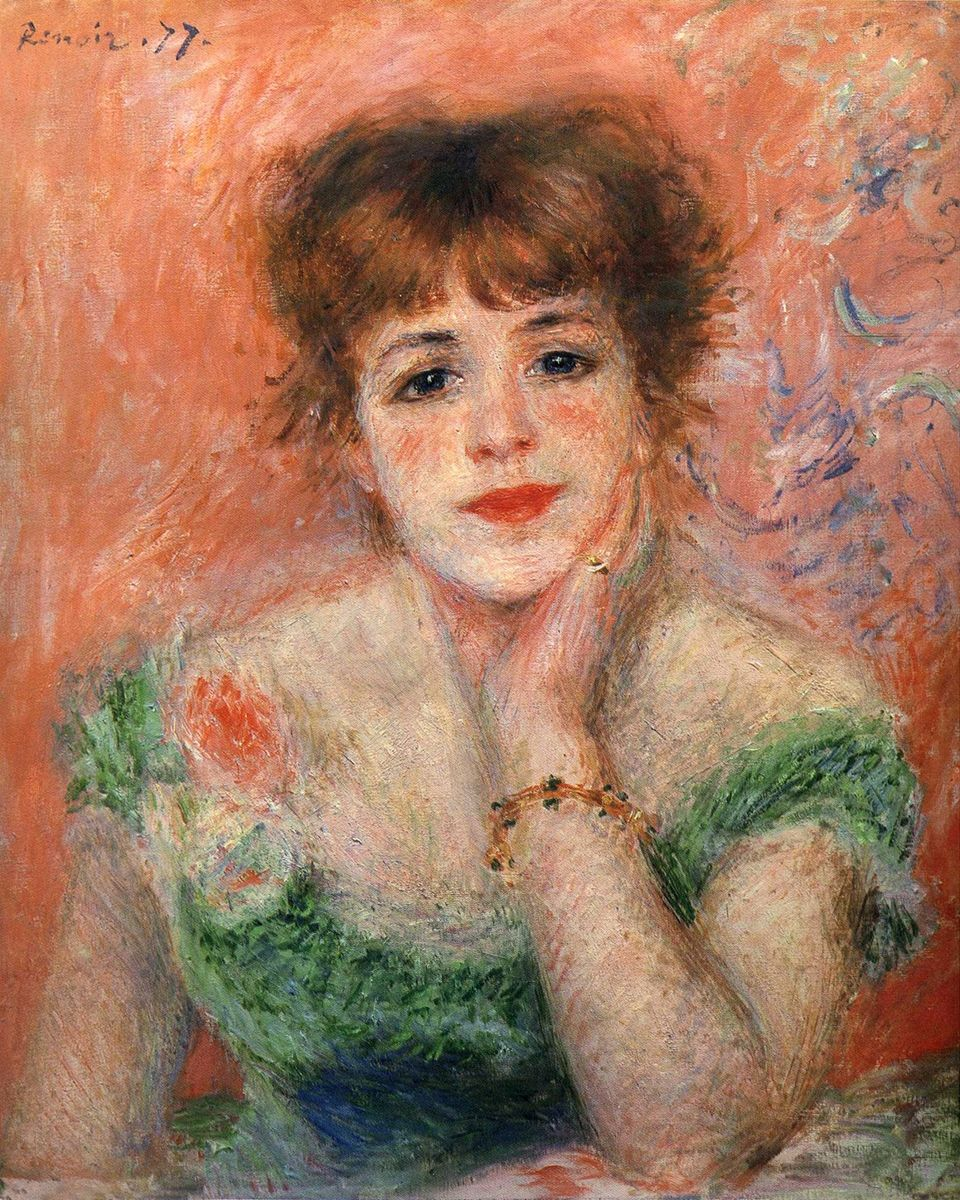
Koloristische Modellierung: Pierre Auguste Renoir: Porträt der Schauspielerin Jeanne Samary, 1877
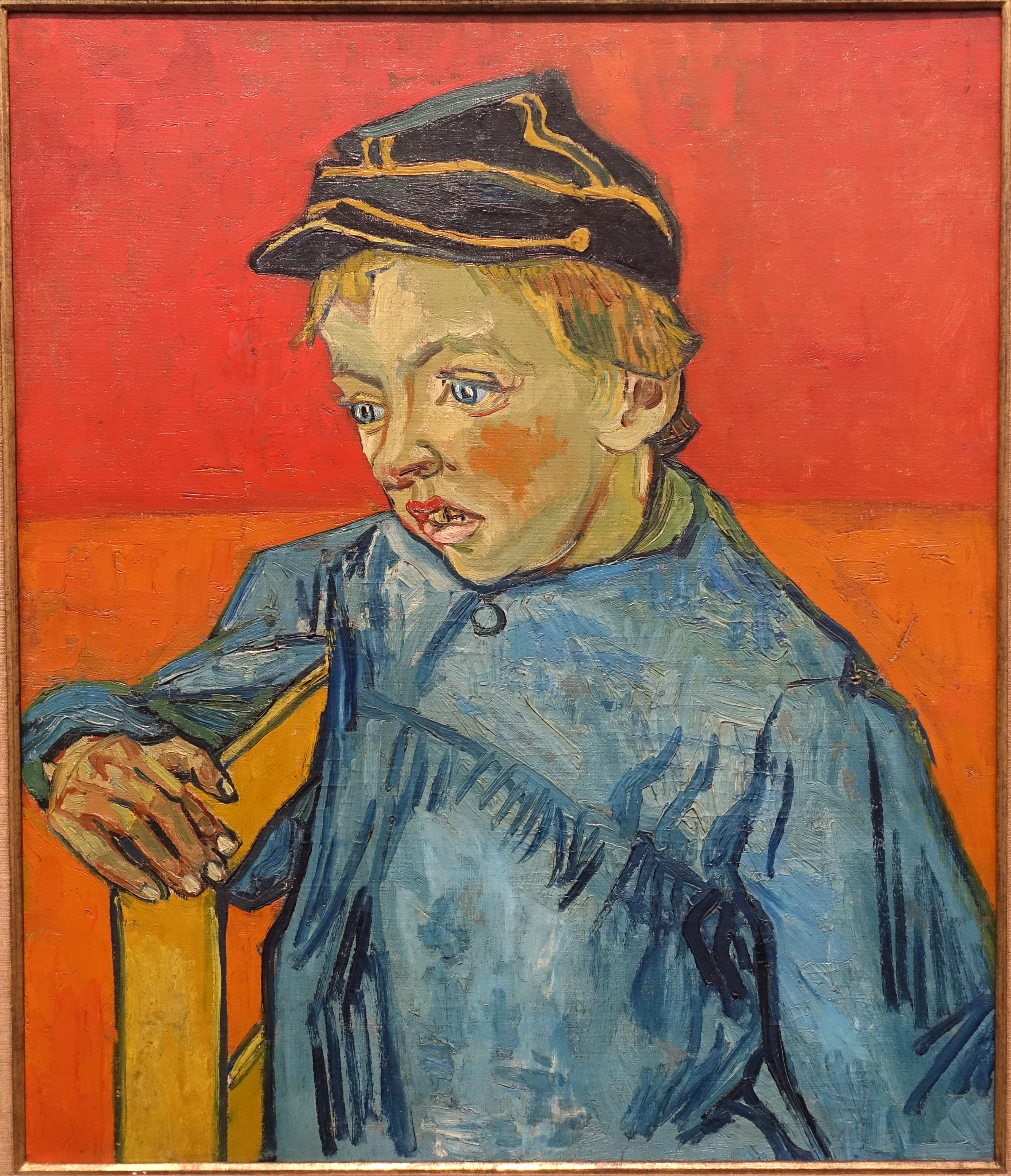
Flächencharakter: Vincent van Gogh: Schuljunge (Camille Roulin, der Sohn des Postmanns), 1890
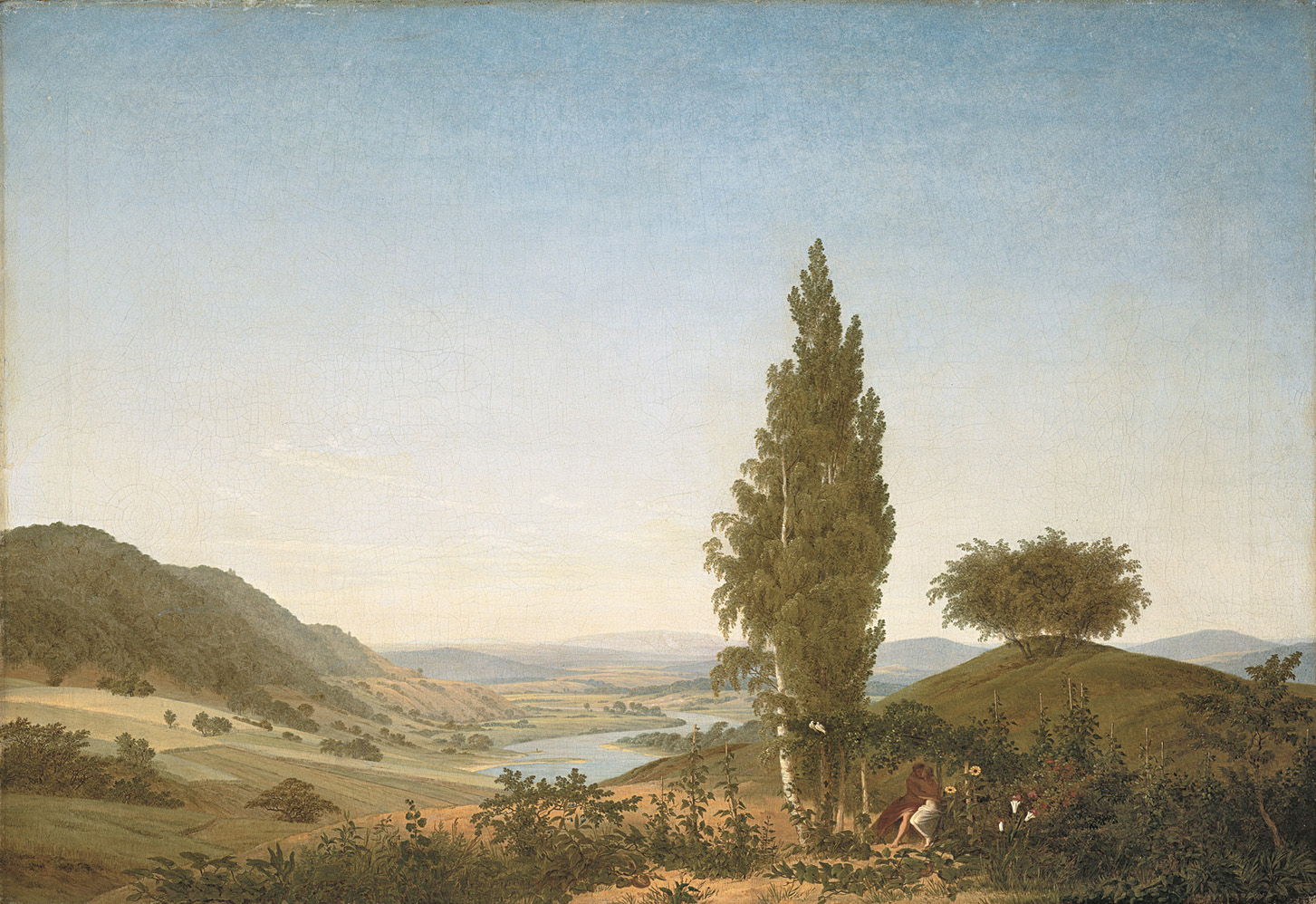
Luftperspektive: Caspar David Friedrich: Der Sommer, 1807
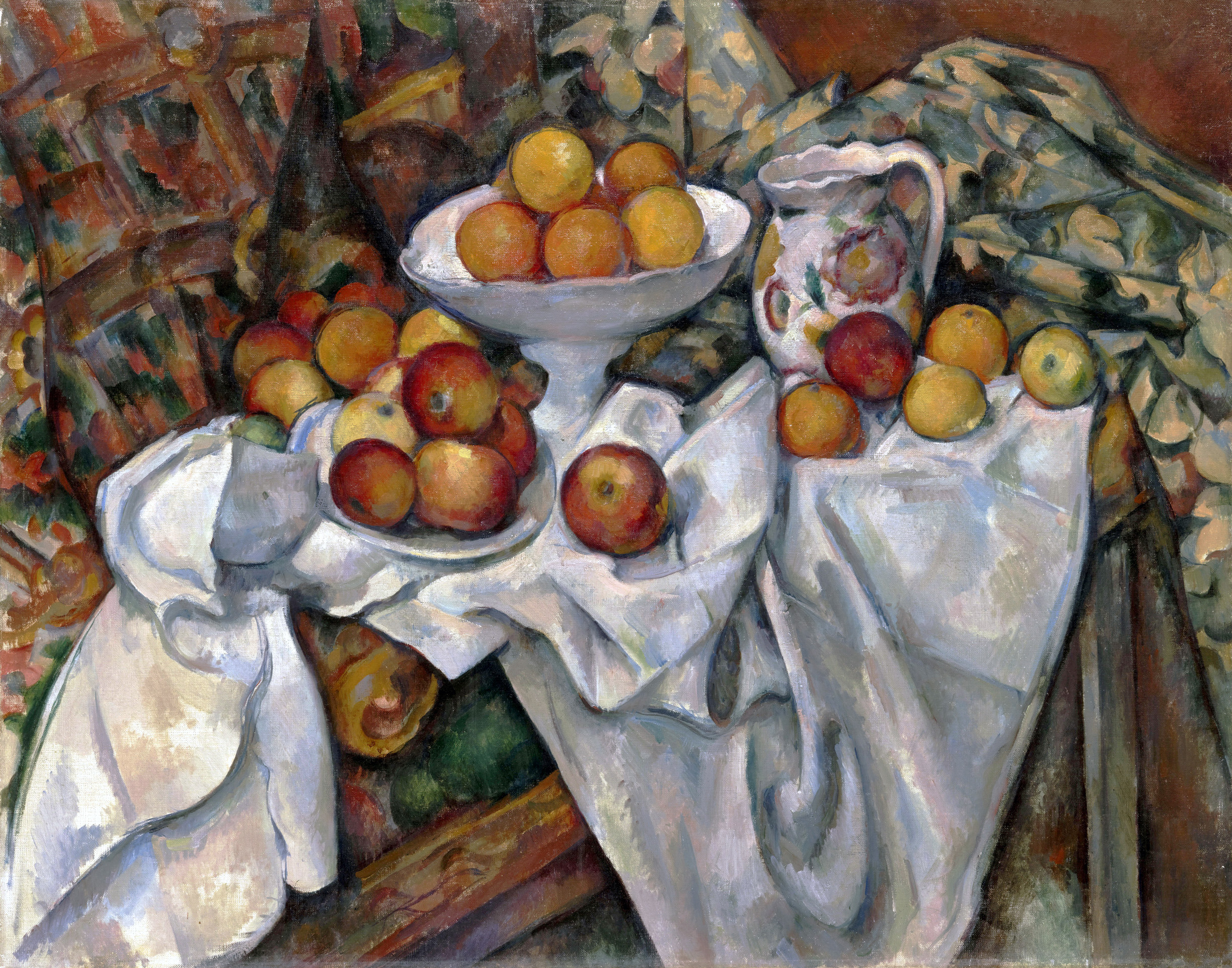
Farbperspektive im Innenraum: Paul Cezanne: Stillleben mit Äpfeln und Orangen, 1895–1900

## Erweiterung
Einige Autoren rechnen zur Farbperspektive weitere Phänomene, bei denen die Farbe zur Raumwirkung beiträgt. Zum einen ist es die Luftperspektive. Sie besagt, dass bei klarem Taghimmel weit entfernte Berge zunehmend blasser (heller) und bläulicher erscheinen. 
 Außerdem kann zur Farbperspektive die Tatsache gehören, dass im Innenraum – umgekehrt als in der Landschaft – Farben zum Hintergrund hin dunkler werden und helle Farben in den Vordergrund treten. Das gilt vor allem, wenn man das Fenster bzw. die Lichtquelle im Rücken hat und in den dunklen Raum hineinschaut.

## Einschränkung
Die Wirkung der Farbperspektive kann über den Haufen geworfen werden, wenn zum Beispiel eine erkennbare Figur oder eine Überschneidung auftritt. Dann wird unsere Wahrnehmung irritiert und wir erkennen vorne und hinten, auch wenn dies der Farbperspektive widerspricht. Allgemein ist es jedoch wenig ratsam, aus den genannten Phänomenen starre Regeln für die Bildgestaltung abzuleiten.